# Agente elettorale
Nelle elezioni nel Regno Unito, così come in alcuni altri sistemi politici simili come quello indiano, un agente elettorale è la persona legalmente responsabile della conduzione della campagna politica di un candidato e al quale viene inviato materiale elettorale da coloro che gestiscono le elezioni. Nelle elezioni nel Regno Unito un candidato può essere per se stesso un agente elettorale. La Commissione elettorale fornisce orientamenti periodici per candidati e agenti.
In Canada e nella maggior parte delle province canadesi, un agente elettorale è legalmente indicato come agente ufficiale.
Gli agenti elettorali sono responsabili della sanzione di tutte le spese per la campagna del candidato, del mantenimento dell'accuratezza e della presentazione al presidente di seggio delle spese e di altri documenti del candidato, nonché di decidere se contestare il risultato di un conteggio. Gli agenti sono inoltre autorizzati a supervisionare le votazioni e il conteggio dei voti per garantire l'accuratezza e l'imparzialità dell'elezione e possono nominare agenti di voto e conteggio per assisterli in questi compiti. Il numero di agenti elettorali e di conteggio che possono essere nominati è determinato dal presidente di seggio dell'elezione e devono essere nominati entro una data stabilita concordata nel calendario delle elezioni.
Gli agenti devono di solito aver raggiunto la maggiore età e non agire come impiegati o funzionari del presidente di seggio nella data elezione. Se un candidato non nomina un agente, è se stesso il proprio agente.
I partiti più grandi in genere pagano i loro agenti elettorali e il ruolo sta gradualmente diventando professionale poiché il ruolo simile (ma non equivalente) dei direttori di campagna è presente negli Stati Uniti.